# Barrow Association Football Club
Barrow Association Football Club é um clube de futebol inglês sediado na cidade de Barrow-in-Furness. Os seus jogos em casa são disputados no Holker Street, que tem uma capacidade para 5 mil espetadores. O Barrow foi fundado dia 16 de julho de 1901. Atualmente disputa a EFL league two, equivalente à 4ª divisão do futebol inglês. Lucas Gurgel

## Títulos
- FA Trophy: 2 (1989–90, 2009–10)
- National League North: 1 (2014–15)
- National League: 1 (2019-20)
- Northern Premier League: 3 (1983–84, 1988–89, 1997–98)
- Northern Premier League President's Cup: 2 (2001–02, 2003–04)